# Thomas Reumann

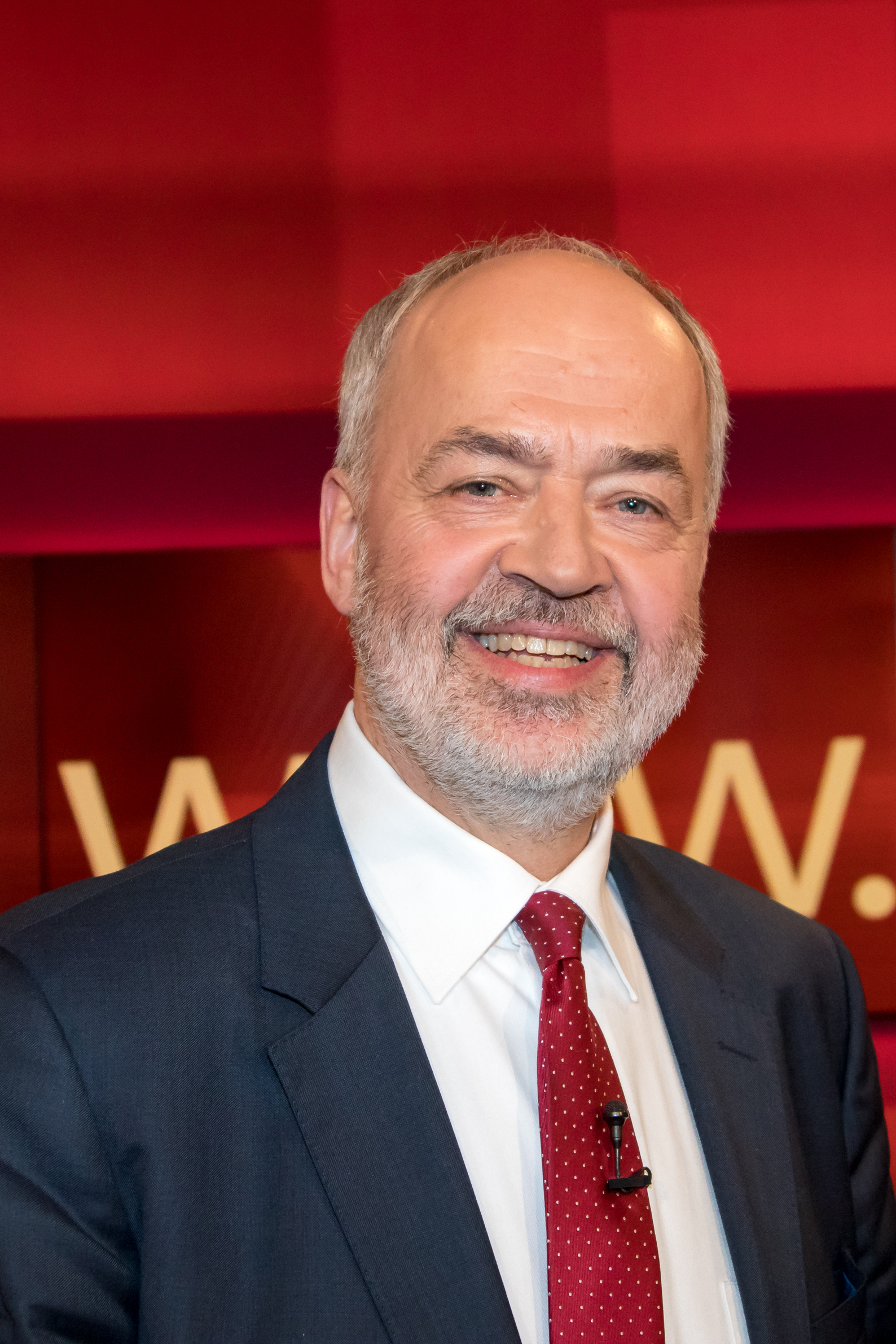
Thomas Reumann in der ARD-Sendung hart aber fair, 2017

Thomas Reumann (* 8. Dezember 1955 in Stuttgart) ist ein deutscher Verwaltungsjurist. Er war von 2005 bis 2021 Landrat des Landkreises Reutlingen und von 2015 bis 2017 Präsident der Deutschen Krankenhausgesellschaft (DKG).

## Ausbildung und Beruf
Nach dem Studium der Rechtswissenschaften an der Eberhard-Karls-Universität in Tübingen und dem Referendariat am Landgericht Tübingen war Reumann stellvertretender Dezernent im Landratsamt Schwäbisch Hall, bevor er 1986 Referent im Referat Bauwesen und Raumordnung des Regierungspräsidiums Tübingen wurde.
Ab 1990 war er als Referent im Referat Familie und Gesellschaft, Förderung sozialer Dienste und Einrichtungen im Ministerium für Arbeit, Gesundheit, Frauen und Sozialordnung des Landes Baden-Württemberg tätig.
Nach dem Besuch der Führungsakademie Baden-Württemberg wurde er im Januar 1993 zunächst Leiter der Bezirksstelle für Asyl in Reutlingen und zwei Jahre später Referatsleiter für Eingliederung, Ausländer- und Asylrecht im Regierungspräsidium Tübingen.

## Politische Karriere
Von März 1997 bis Juni 2000 war Reumann als Erster Landesbeamter im Landkreis Reutlingen tätig.
Im Anschluss daran war er als Nachfolger von Rainer Hahn Erster Bürgermeister und Leiter des Finanz- und Wirtschaftsdezernates der Stadt Reutlingen. Als Erster Bürgermeister und Stellvertreter des Oberbürgermeisters folgte ihm Ulrike Hotz nach.
Am 31. Januar 2005 wurde Reumann vom Reutlinger Kreistag mit 44 von 70 Stimmen im ersten Wahlgang für eine am 1. April 2005 beginnende Amtszeit zum Landrat des Landkreises Reutlingen gewählt. Am 28. Januar 2013 wurde er durch 60 von 66 abstimmenden Kreisräten in seinem Amt bestätigt. Reumann wandte sich klar gegen eine Aufteilung des Landkreisgebiets durch eine von der Stadt Reutlingen gewünschte Stadtkreisgründung. Sein Vorgehen wurde von der Stadt Reutlingen deutlich kritisiert. Bei der Landratswahl 2021 trat er nicht mehr an. Ihm folgte Ulrich Fiedler nach.

## Weitere Ämter
Von 2015 bis 2017 war Thomas Reumann als Nachfolger von Alfred Dänzer Präsident der Deutschen Krankenhausgesellschaft (DKG). Zuvor war er von 2009 bis 2014 Vorsitzender der Baden-Württembergischen Krankenhausgesellschaft.
Zudem ist er Mitglied im Gemeinsamen Bundesausschuss und Mitglied in der Enquete-Kommission Pflege des Landtages Baden-Württemberg.
In seiner Funktion als Landrat ist er Vorsitzender des Verwaltungsrats der Kreissparkasse Reutlingen sowie Aufsichtsratsvorsitzender der Kreiskliniken Reutlingen GmbH.
Darüber hinaus ist Reumann Vorsitzender des Gesundheitsausschusses des Deutschen Landkreistages und Mitglied im Präsidium des Landkreistages Baden-Württemberg.
Von 2007 bis 2015 war er Aufsichtsratsvorsitzender der Verkehrsverbund Neckar-Alb-Donau GmbH und von 2008 bis 2014 Vorsitzender des Schwäbische Alb Tourismusverband e. V.

## Privates
Reumann ist verheiratet und hat drei Kinder. Er ist Ehrenmitglied der Achalmritterschaft Reutlingen.